# Vùng hoang dã

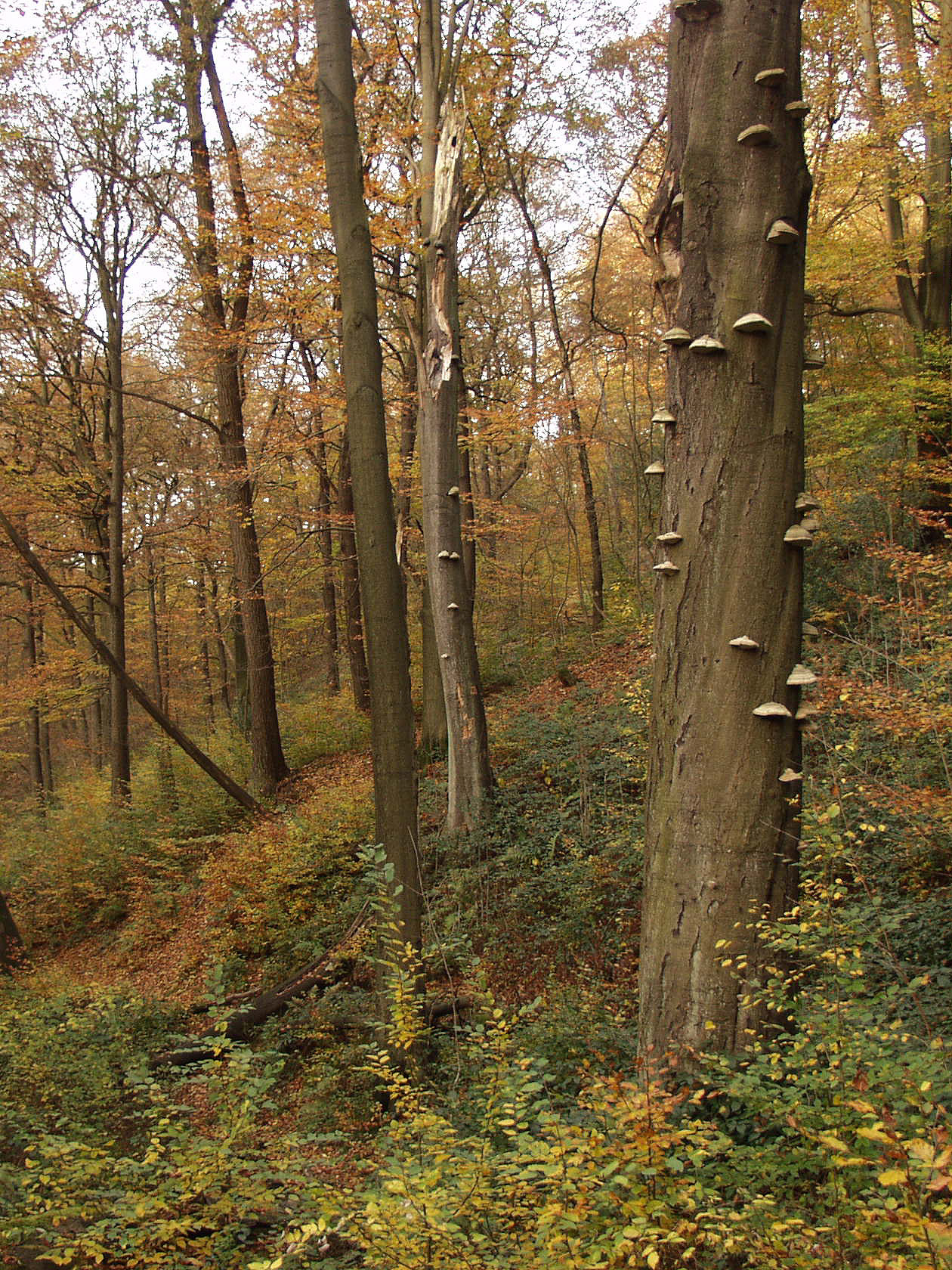
Một vùng đất hoang dã ở Đức

Vùng hoang dã hay miền hoang dã, nơi hoang dã hoặc các vùng đất hoang là một môi trường tự nhiên trên Trái Đất mà chưa bị tác động đáng kể do hoạt động của con người văn minh. Nó cũng có thể được định nghĩa là các khu vực thiên nhiên hoang dã không bị xáo trộn, còn nguyên vẹn nhất còn lại trên những nơi hoang dã, là những vùng đất cuối cùng mà con người không kiểm soát và đã không được phát triển với đường giao thông, đường ống dẫn hoặc cơ sở hạ tầng công nghiệp khác.
Khu vực hoang dã có thể được tìm thấy trong những khu bảo tồn, rừng quốc gia, vườn quốc gia và ngay cả trong các khu đô thị ven sông, hoặc các khu vực khác. Những khu vực này được coi là quan trọng đối với sự sống còn của nhiều loài nhất định, là nơi trú ngụ cuối cùng của đa dạng sinh học, nghiên cứu sinh thái, công tác bảo tồn. Một số nhà văn tin rằng khu vực hoang dã là rất quan trọng cho tinh thần con người và sự sáng tạo. Nhiều quốc gia đã được chỉ định nơi hoang dã, bao gồm Úc, Canada, New Zealand, Nam Phi và Hoa Kỳ.

## Truyền thuyết
Trong sách Mặc Môn của những tín nhân Mặc Môn giáo nhiều lần nhắc đến vùng hoang dã. Sách Nê Phi thứ nhất kể về cuộc hành trình của Lê Hi và gia đình của ông lại hành trình vào vùng hoang dã; và từ lúc đó trở đi họ đi gần hướng chính đông. Trong cuộc hành trình đã trải qua nhiều nỗi khổ cực trong vùng hoang dã, và có bà vợ cũng đã sinh con trong vùng hoang dã. Những phước lành của Chúa đã ban cho thật lớn lao vì trong lúc họ đã sống nhờ vào thịt sống ở trong vùng hoang dã, vợ của họ lại có đầy đủ sữa cho con bú, và rất mạnh khỏe, phải, họ mạnh như đàn ông; và họ bắt đầu chịu đựng cuộc hành trình mà không ca thán. Do đó họ thấy rằng những lệnh truyền của Thượng Đế phải được thi hành trọn vẹn. Và nếu con cái của loài người tuân giữ những lệnh truyền của Thượng Đế thì Ngài sẽ nuôi dưỡng họ, làm tăng thêm sức mạnh cho họ, và cung cấp cho họ những phương tiện để nhờ đó có thể thực hiện được điều Ngài đã ra lệnh cho họ; vậy nên Ngài đã cung cấp cho họ phương tiện trong lúc tạm trú trong vùng hoang dã. Và họ đã ở như vậy nhiều năm, đã ở tám năm trong vùng hoang dã. Và rồi họ đến được một vùng đất mà họ gọi là xứ Phong Phú vì chỗ ấy có nhiều trái cây và nhiều mật.